# Museo civico archeologico di Sorano
Il museo civico archeologico di Sorano è un museo situato nella Fortezza Orsini di Sorano, nella provincia di Grosseto.

## Storia
Il museo è stato inaugurato l'8 agosto 1996 come Museo del Medioevo e del Rinascimento, all'interno delle stanze private del palazzo residenza dei conti Orsini, presso la Fortezza Orsini di Sorano. Progettata dall'architetto senese Antonio Maria Lari per volere di Gian Francesco Orsini, la fortezza – costruita sul luogo dell'antica rocca aldobrandesca – è stata completata nel 1546, come testimoniato dai cartigli posizionati agli angoli dei due bastioni, mentre la lapide posta sul portale d'accesso, presenta lo stemma ursineo (la rosa e l'orso) incrociato con quello degli Aldobrandeschi (i leoni). Imponente fortificazione capace di resistere agli assedi più lunghi ed estenuanti, è composta da un mastio centrale con la piazza d'armi, collegato tramite spalti a due bastioni, dedicati a San Marco (levante) e San Pietro (ponente) in onore delle due città alle quali gli Orsini furono maggiormente legati: Venezia e Roma. Nel XIX secolo furono apportate alcune modifiche alla struttura e fu abbattuta una parte della cinta muraria per permettere la costruzione dell'imponente Palazzo Ricci Busatti, già Ilari, e oggi liceo linguistico. Importanti lavori di restauro sono stati eseguiti a partire dal 1967.
Dal 2004 il museo è inserito nel sistema provinciale Musei di Maremma. In seguito alla donazione della collezione archeologica Ricci Busatti, effettuata dagli eredi di Paola Ricci Busatti nel 2010, l'amministrazione comunale ha deciso di allestire una sezione archeologica all'interno della fortezza, operando una sistemazione complessiva del museo nel 2019. Il museo medievale è stato così ribattezzato Museo civico archeologico e inaugurato il 30 agosto 2020.

## Sale espositive
Il museo è allestito all'interno delle stanze private della residenza Orsini ed espone la collezione archeologica Ricci Busatti e una ricca sezione dedicata alle ceramiche medievali e rinascimentali.
La maggior parte dei reperti archeologici della collezione provengono da una serie di tombe a camera, datate al VII-VI secolo a.C., che furono rinvenute nelle proprietà agricole della famiglia Ricci Busatti nella valle del Calesine e durante i lavori di costruzione della strada Sorano-Elmo nel 1951. Nell'altra sezione, sono esposti circa novanta pezzi di ceramiche provenienti da tutto il territorio: si tratta di ciotole, boccette di profumo, brocche, pitali, panatelle per conservare il pane raffermo. Tra le ceramiche, sono da segnalare alcune invetriate databili dalla metà del XVI alla fine del XVIII secolo rinvenute nei cosiddetti "butti", pozzi medievali di Sorano in cui venivano gettati gli oggetti rotti o inutilizzabili: sono stati riportati alla luce un interessante corredo di piatti da fidanzamento e un piatto in cui è raffigurata l'aquila coronata, stemma araldico di Elena Conti da Montelanico, moglie di Niccolò III Orsini. Oltre alle ceramiche, il museo illustra tramite pannelli didattici, ricostruzioni ed antiche mappe, lo sviluppo del territorio soranese, dal capoluogo alle frazioni; tra le antiche documentazioni esposte spiccano i tre codici di Sorano e di Castell'Ottieri.
Dal museo si accede alla torre ottagonale che si innalza sul lato occidentale della residenza e si raggiunge la stanza privata di Niccolò IV Orsini, dove si dice che il conte accogliesse in segreto le fanciulle, pregevolmente affrescata a grottesche: sulle pareti sono raffigurati due uccelli – un pappagallo e un colibrì – e due scene mitologiche, la prima che rappresenta il suicidio di Didone e la seconda, di difficile interpretazione, che potrebbe rappresentare un altro episodio sempre tratto dall'Eneide. Tuttavia, l'affresco più interessante è sicuramente lo spartito – con note e testo – di un antico madrigale dipinto in uno spigolo vicino a una delle finestre: si tratta della canzone Io mi son giovinetta, cantata da Neifile al termine della IX giornata del Decameron di Boccaccio, e messa in musica nel 1542 dal musicista bolognese Domenico Ferrabosco. L'affresco in questione è databile tra il 1540 e il 1560.
È possibile inoltre continuare la visita della Fortezza Orsini prenotando una visita guidata ai camminamenti sotterranei che collegavano il mastio con i due bastioni.